# Józef Czerniawski (malarz)
Józef Czerniawski (ur. 25 lutego 1954 w Myśliborzu, zm. 6 października 2021 w Krakowie) – polski malarz, artysta współczesny, autor instalacji. Wykładowca na Wydziale Malarstwa gdańskiej ASP, doktor habilitowany.

## Życiorys
Absolwent PWSSP w Gdańsku, dyplom otrzymał w 1977 roku w pracowni malarstwa prof. Kazimierza Śramkiewicza. Wykładowca w gdańskiej ASP na Wydziale Malarstwa. Tytuł naukowy: dr hab. Współzałożyciel grupy artystycznej COX. Prezes i współzałożyciel Stowarzyszenia Integracji Kultury i Sztuki „JEDEN ŚWIAT” w Sopocie.
W latach 1978–1979 pracował w Wytwórni Filmów Fabularnych w Łodzi jako II scenograf. W 1999 roku został adiunktem w Akademii Sztuk Pięknych w Gdańsku.

## Prace w plenerze
- 1997 Murale Gdańsk Zaspa ul. Startowa 17a, pt. Festiwal 1997[4][5]

## Upamiętnienie
2 października 2022 w Sopocie odsłonięto mural poświęcone Józefowi Czerniawskiemu. Uroczystego odsłonięcia dokonał prezydent Sopotu Jacek Karnowski. Mural, będący powiększoną kopią jednego z obrazów artysty, powstał na ścianie jednej z kamienic przy ul. Bohaterów Monte Cassino.

## Wystawy
- 1978 – wystawa ZPAP, Galeria Sień Gdańska – Gdańsk
- 1987 – Galeria 85 – Gdańsk
- 1988 – Galeria BWA – Sandomierz
- 1989 – Galeria Pod Wodnikiem – Gdańsk
- 1994 – Galeria Biuro – Gdańsk
- 1998 – Galeria Sfinks – Sopot
- 2000 – Galeria Koło – Gdańsk
- 2001 – Galeria PGS – Sopot
- 2006 – Muzeum Sztuki Współczesnej w Szczecinie oddział Muzeum Narodowego w Szczecinie
- 2007 – Galeria Triada – Gdańsk[7]
- 2007 – Galeria NCK – Gdańsk[8][9],
- 2007 – Państwowa Galeria Sztuki w Sopocie[10]
- 2007 – Galeria „a2”- Poznań[11]
- 2008 – „Wirydarz” Galeria Sztuki Lublin[12]

## Odznaczenia
- Medal „Zasłużony Kulturze Gloria Artis”[13]

## Nagrody
- 1977 – wystawa najlepszych prac dyplomowych Zachęta Narodowa Galeria Sztuki – Warszawa
- 1978 – II Nagroda- Konik morski 78 – BWA w Szczecinie
- 1980 – II Nagroda-Morze, symbol-rzeczywistości – Galeria PSP w Gdyni
- 1985 – Grand Prix – Wisła w sztuce – BWA w Sandomierzu
- 1985 – Wyróżnienie VI Biennale Sztuki Gdańskiej – BWA w Sopocie
- 1986 – Wyróżnienie w konkursie im. Leona Wyczółkowskiego – BWA w Bydgoszczy
- 1986 – Nagroda Prezydenta Sopotu – Papier 86 – Galeria 85 w Gdańsku
- 1987 – Nagroda Prezydenta Sopotu – Papier 87 – Galeria 85 w Gdańsku
- 1988 – I Nagroda i dwa wyróżnienia – II konkurs im. Leona Wyczółkowskiego – BWA w Bydgoszczy
- 1989 – Nagroda – Piękno ginącej przyrody – Pałac Kultury i Nauki w Warszawie
- 2000 – II Nagroda – Festiwal Polskiego Malarstwa Współczesnego w Szczecinie